# Mutilate
Mutilate — второй альбом нидерландского диджея Angerfist, выпущенный 29 марта 2008 года.

## История альбома
Сам альбом впервые доступен эксклюзивно во время одноименного мероприятия, организованного 29 марта 2008 года. По этому случаю на официальном сайте артиста представлены обои для бесплатного скачивания, а в мегамиксе мероприятия уже представлены новые треки, представленные в альбоме. На этом мероприятии присутствовалитакие артисты, как Unexist ,Outblast, Korsakoff и Nosferatu. И некоторые из них откликнулись в альбоме. Также транслируется трейлер по случаю трансляции альбома и одноименного концерта.

## Общая информация
- На In A Million Years EP 3-ый трек из CD2 назывался как Stainless Steel (Rehabbed By Predator).[3]
- 14 мая 2008 года вышел EP на этот альбом.[4]

## Треклист

### CD1
| №                   | Название                                        | Длительность |
| ------------------- | ----------------------------------------------- | ------------ |
| 1.                  | «Introduction»                                  | 0:45         |
| 2.                  | «Bite Yo Style»                                 | 4:59         |
| 3.                  | «Sensational Gargle (feat. Crucifier)»          | 5:53         |
| 4.                  | «The Switch (feat. Predator)»                   | 4:40         |
| 5.                  | «Riotstarter»                                   | 5:11         |
| 6.                  | «The Path Of Hell (Crucifier Remix)»            | 5:20         |
| 7.                  | «Right Through Your Head»                       | 4:50         |
| 8.                  | «Strangle And Mutilate»                         | 5:56         |
| 9.                  | «Handz On My Ballz (feat. The Beat Controller)» | 5:43         |
| 10.                 | «In A Million Years»                            | 4:45         |
| 11.                 | «Smoke Yo Momma (feat. D-Spirit)»               | 5:26         |
| 12.                 | «Silent Notes (feat. Predator)»                 | 5:01         |
| 13.                 | «Like This»                                     | 4:53         |
| 14.                 | «Looking To Survive»                            | 4:32         |
| 15.                 | «Gas Met Die Zooi (Tha Playah Remix)»           | 5:14         |
| Общая длительность: | Общая длительность:                             | 1:09:48      |

### CD2
| №                   | Название                                        | Длительность |
| ------------------- | ----------------------------------------------- | ------------ |
| 1.                  | «House Fucka»                                   | 4:22         |
| 2.                  | «Back Up»                                       | 4:56         |
| 3.                  | «Stainless Steel (Predator Remix)»              | 4:40         |
| 4.                  | «Close To You»                                  | 4:32         |
| 5.                  | «TNT (feat. Rudeboy & Tomcat)»                  | 5:26         |
| 6.                  | «Choices»                                       | 5:08         |
| 7.                  | «Alles Kut Enter (feat. Rudeboy & Tomcat)»      | 5:57         |
| 8.                  | «Criminally Insane (The Hitmen Remix)»          | 4:45         |
| 9.                  | «187 (feat. Predator)»                          | 4:36         |
| 10.                 | «Anticipate»                                    | 4:37         |
| 11.                 | «Broken Chain (feat. Crucifier, Mad Dog Remix)» | 4:57         |
| 12.                 | «That Shooting Pain (feat. D-Spirit)»           | 4:32         |
| 13.                 | «Drug Revision (feat. The Guardian)»            | 5:09         |
| 14.                 | «Essential Components»                          | 3:36         |
| 15.                 | «Your Soul Is Mine»                             | 4:20         |
| Общая длительность: | Общая длительность:                             | 1:08:13      |